# Dirk Haller
Dirk Haller (* 22. Mai 1968) ist ein deutscher Ernährungswissenschaftler. Er ist Professor und Lehrstuhlinhaber für Ernährung und Immunologie an der TUM School of Life Sciences, der TU München. Seit 1. Juli 2014 ist Haller Direktor des dortigen Zentralinstituts ZIEL - Institute for Food & Health.

## Leben
Dirk Haller studierte an der Universität Hohenheim Lebensmitteltechnologie und Ernährungswissenschaften und schloss jeweils mit dem Diplom ab. Im Jahr 2000 promovierte er an der TUM zum Dr. rer. nat. über „Modulation of the immune response by non-pathogenic bacteria“. Nach Forschungsaufenthalten am Department of Immunology am Nestlé Research Center in Lausanne und dem Department of Medicine, Microbiology & Immunology, University of North Carolina at Chapel Hill/USA, startete er 2003 eine Emmy-Noether-Nachwuchsgruppe an der TUM. Seit 2008 bekleidet er den Lehrstuhl für Ernährung und Immunologie an der TUM School of Life Science in Freising-Weihenstephan.

## Wissenschaftliche Aktivitäten

### Arbeitsgebiete
Dirk Haller erforscht grundlegende Mechanismen zur Entstehung, Prävention und Therapie chronischer Erkrankungen im Darm. Der Fokus liegt auf chronisch entzündlichen Darmerkrankungen (IBD) und Darmkrebs (CRC). Ernährung und das mikrobielle Ökosystem (Mikrobiom) sind wesentliche Umweltfaktoren und spielen eine herausragende Rolle in der Pathogenese chronischer Erkrankungen. Hallers Forschungsschwerpunkte liegen im Gebiet Ernährung – Mikrobiom – Darmgesundheit:
- Mechanismen der Mikroben-Wirt-Interaktion bei Entzündung und Tumorgenese
- Unfolded protein response (UPR) in der Regulation von Organfunktionen
- Charakterisierung von Dysbiose in gnotobiotischen Mausmodellen
- Einfluss der Ernährung auf das intestinale Mikrobiom

### Teilnahme in Forschungsverbünden
- 2019–2022 Coordinator of the DFG Collaborative Research Center (CRC1371) Microbiome Signatures – Functional Relevance in the Digestive Tract
- 2012–2020  Coordinator of the DFG Priority Program (SPP1656) – Intestinal Microbiota
- 2011–2017 Coordinator of the DFG Research Training Group (RTG 1482)

### Mitgliedschaften
- 2020 Associate Editor of Mucosal Immunology
- 2017 Board of the German Society of Nutrition (DGE)
- 2017–2020 Litwin IBD Pioneer Program of the Crohn’s and Colitis Foundation of Amerika
- 2010 European Science Foundation (ESF), Forward Look initiative – Gene environment
- 2007–2009  German-American Frontiers of Science, National Academy of Sciences of America and the Humboldt Foundation

## Auszeichnungen / Ehrungen
- 2021 Distinguished Research Award of the United European Gastroenterology Association (UEG)
- 2020 Heinz Maier-Leibnitz Medaille (TUM)
- 2015 Main Award from the German Medical Society of Microbiology (DGHM) interaction in chronic disease
- 2001–2006  DFG Emmy Noether Grant

## Schriften

### Lehrbücher
- Biofunktionalität der Lebensmittelinhaltsstoffe; Springer Spektrum, Berlin, Heidelberg 2013, ISBN 978-3-642-29373-3 (d-nb.info)
- Darmgesundheit und Mikrobiota; Springer Spektrum, Wiesbaden 2015, ISBN 978-3-658-07647-4 (d-nb.info)
- The Gut Microbiome in Health and Disease; Springer International Publishing 2018, ISBN 978-3-319-90544-0 d-nb.info

### Wissenschaftliche Artikel (Auswahl)
- A. Metwaly, S. Reitmeier, D. Haller: Microbiome risk profiles as disease biomarkers for inflammatory and metabolic disorders. In: Nature Reviews Gastroenterology and Hepatology. 2021.
- S. Reitmeier, S. Kiessling, T. Clavel, M. List, E. L. Almeida, T. S. Ghosh, K. Neuhaus, H. Grallert, J. Linseisen, T. Skurk, B. Brandl, T. A. Breuninger, M. Troll, W. Rathmann, B. Linkohr, H. Hauner, M. Laudes, A. Franke, C. I. Le Roy, J. T. Bell, T. Spector, J. Baumbach, P. W. O’Toole, A. Peters, D. Haller: Arrhythmic Gut Microbiome Signatures Predict Risk of Type 2 Diabetes. In: Cell Host Microbe. Band 28, Nr. 2, 2020, S. 258–272.
- S. Khaloian, E. Rath, N. Hammoudi, E. Gleisinger, A. Blutke, P. Giesbertz, E. Berger, A. Metwaly, N. Waldschmitt, M. Allez, D. Haller: Mitochondrial impairment drives intestinal stem cell transition into dysfunctional Paneth cells predicting Crohn's disease recurrence. In: Gut. Band 69, Nr. 11, 2020, S. 1939–1951.
- A. Metwaly, A. Dunkel, N. Waldschmitt, A. C. D. Raj, I. Lagkouvardos, A. M. Corraliza, A. Mayorgas, M. Martinez-Medina, S. Reiter, M. Schloter, T. Hofmann, M. Allez, J. Panes, A. Salas, D. Haller: Integrated microbiota and metabolite profiles link Crohn's disease to sulfur metabolism. In: Nat Commun. Band 112, 2020, Artikel 432.
- O. I. Coleman, E. M. Lobner, S. Bierwirth, A. Sorbie, N. Waldschmitt, E. Rath, E. Berger, I. Lagkouvardos, T. Clavel, K. D. McCoy, A. Weber, M. Heikenwalder, K. P. Janssen, D. Haller: Activated ATF6 Induces Intestinal Dysbiosis and Innate Immune Response to Promote Colorectal Tumorigenesis. In: Gastroenterology. Band 155, 2018, S. 1539–1552.
- D. Yuan, S. Huang, E. Berger, L. Liu, N. Gross, F. Heinzmann, M. Ringelhan, T. O. Connor, M. Stadler, M. Meister, J. Weber, R. Ollinger, N. Simonavicius, F. Reisinger, D. Hartmann, R. Meyer, M. Reich, M. Seehawer, V. Leone, B. Hochst, D. Wohlleber, S. Jors, M. Prinz, D. Spalding, U. Protzer, T. Luedde, L. Terracciano, M. Matter, T. Longerich, P. Knolle, T. Ried, V. Keitel, F. Geisler, K. Unger, E. Cinnamon, E. Pikarsky, N. Huser, R. J. Davis, D. F. Tschaharganeh, R. Rad, A. Weber, L. Zender, D. Haller, M. Heikenwalder: Kupffer Cell-Derived Tnf Triggers Cholangiocellular Tumorigenesis through JNK due to Chronic Mitochondrial Dysfunction and ROS. In: Cancer Cell. Band 31, 2017, S. 771–789.
- E. Berger, E. Rath, D. Yuan, N. Waldschmitt, S. Khaloian, M. Allgauer, O. Staszewski, E. M. Lobner, T. Schottl, P. Giesbertz, O. I. Coleman, M. Prinz, A. Weber, M. Gerhard, M. Klingenspor, K. P. Janssen, M. Heikenwalder, D. Haller: Mitochondrial function controls intestinal epithelial stemness and proliferation. In: Nat Commun. Band 7, 2016, S. 13171.
- M. Schaubeck, T. Clavel, J. Calasan, I. Lagkouvardos, S. B. Haange, N. Jehmlich, M. Basic, A. Dupont, M. Hornef, M. von Bergen, A. Bleich, D. Haller: Dysbiotic gut microbiota causes transmissible Crohn's disease-like ileitis independent of failure in antimicrobial defence. In: Gut. Band 65, 2016, S. 225–237.
- M. A. von Schillde, G. Hormannsperger, M. Weiher, C. A. Alpert, H. Hahne, C. Bauerl, K. van Huynegem, L. Steidler, T. Hrncir, G. Perez-Martinez, B. Kuster, D. Haller: Lactocepin secreted by Lactobacillus exerts anti-inflammatory effects by selectively degrading proinflammatory chemokines. In: Cell Host Microbe. Band 11, 2012, S. 387–396.
- N. Steck, M. Hoffmann, I. G. Sava, S. C. Kim, H. Hahne, S. L. Tonkonogy, K. Mair, D. Krueger, M. Pruteanu, F. Shanahan, R. Vogelmann, M. Schemann, B. Kuster, R. B. Sartor, D. Haller: Enterococcus faecalis metalloprotease compromises epithelial barrier and contributes to intestinal inflammation. In: Gastroenterology. Band 141, 2011, S. 959–971.